# ダイレクトコンバージョン受信機
ダイレクトコンバージョン受信機（ダイレクトコンバージョンじゅしんき、英: direct conversion receiver）、あるいは直接変換受信機とは、受信した無線信号を直接ベースバンド信号に変換する方式（ダイレクトコンバージョン方式）を用いた受信機である。一般的なスーパーヘテロダイン受信機が受信した信号をいったん中間周波数に変換するのに対し、ダイレクトコンバージョン受信機は中間周波（IF）段が無いため単純で部品点数が少ない。
スーパーヘテロダイン受信機と比べLSI化がしやすく小型化・低消費電力化・低コスト化に向いているため、携帯電話など様々な用途に使われている。

## 概要
ダイレクトコンバージョン受信機は、受信したい信号と同じ周波数、あるいは非常に近い周波数の信号を内部の局部発振器（LO）で作り、受信信号と混合することで復調を行う。復調した低周波信号は、隣接した不要信号をローパスフィルタで除去し増幅を行う。
この方式は、ラジオ放送の受信機などで広く使われているスーパーヘテロダイン方式で中間周波数（IF）を0Hzにしたような周波数構成になっているため、ゼロIF（英: zero-IF）方式とも呼ばれる。また、受信する周波数と内部の発振周波数が同じため、ヘテロダインに対して、ホモダイン（英: Homodyne）の名称で呼ばれることもある。
ダイレクトコンバージョンのアイデア自体は非常に古い。しかし当時の技術では十分な性能を得ることができず、同じような回路構成ではスーパーヘテロダイン方式のほうが感度や選択度などが優れていた こともあり、長い間スーパーヘテロダイン受信機が主流となり、ダイレクトコンバージョン受信機はアマチュア無線家などのごく一部でのみ使われた。
ダイレクトコンバージョン方式が注目されだしたのは、ポケットベル用の低消費電力で小型の受信機が必要になった1980年代からである。スーパーヘテロダイン方式で必要となるイメージ除去フィルタや中間周波数用のバンドパスフィルタなどの高周波部品が不要なためLSI化しやすく、低い周波数でフィルタ処理や増幅を行うためLSI化したときの消費電力も小さくできる。さらに、低い周波数のフィルタ処理では特性を変えることが容易なため、信号の変調方式などに応じた帯域幅の変更も行いやすい。このような利点のため、現在では携帯電話、無線LAN、WiMAXなど多くの無線機器の受信回路で使用されている。また、その単純性と柔軟性のためソフトウェア無線機のRFフロントエンドに使われることも多い。

## 実際の構成
単純に受信信号と同じ周波数の局部発振出力とを混合する方式は、搬送波を中心に対称な周波数成分を持つ単純な変調方式ではそのまま使えるが、複雑な変調方式では問題が発生する。例えば、局部発振周波数が14.000MHzの場合、周波数が14.001MHzの信号成分はその差の1kHz（0.001MHz）に変換されるが、周波数が13.999MHzの信号も同じように1kHzに変換されるため混信が起こる。これはスーパーヘテロダイン方式で問題となるイメージ混信で中間周波数を0Hzとした場合に相当する。
この問題を解決するため、現在の一般的なダイレクトコンバージョン受信機では直交ミキサ（quadrature mixer、複素ミキサとも言う）を使用する。これは2つのミキサを用いそれぞれに90°位相の異なる局部発振出力を加えることで2つのベースバンド信号を得るもので、各信号はそれぞれI（In-phase）信号、Q（Quadrature-phase）信号と呼ばれる。I/Qの2つの信号を用いればイメージ混信の影響を受けることなく受信対象の信号のみを復調できる。
受信した信号のある時刻での振幅 mtと位相 φtは、I/Q信号のIt、Qtから以下の計算で求まる。
{\displaystyle m_{t}={\sqrt {{I_{t}}^{2}+{Q_{t}}^{2}}}}
{\displaystyle \phi _{t}=\arctan \left({\frac {Q_{t}}{I_{t}}}\right)}
信号の振幅と位相がわかれば、振幅変調、位相変調、周波数変調、あるいはそれらの組み合わせ（例えばQAM）など、どのような変調方式の信号も処理することができる。これらの処理をアナログ回路のみで行うのは一般に難しいため、現在の多くのダイレクトコンバージョン受信機は I/Q の各ベースバンド信号をA/D変換した後デジタルシグナルプロセッサなどを使って復調する。
実際の受信機では、アンテナと直交ミキサの間に高周波用の低雑音増幅器（Low Noise Amplifier、LNA）が、直交ミキサとローパスフィルタの後には微弱な復調信号をベースバンド処理に必要なレベルまで増幅する低周波増幅器を設けるのが一般的である。増幅器には外部からの制御で増幅度が変えられる可変利得増幅器（Variable-Gain Amplifier、VGA）が使用され、電波の伝搬経路や距離により大幅に受信信号レベルが変わってもベースバンドの信号レベルを一定範囲内に収める自動利得制御（Automatic Gain Control、AGC）が行われる。

## 技術的な問題点
ダイレクトコンバージョン受信機には多くの長所があるが、さまざまな技術的問題点も知られている。主なものを以下に示す。
- DCオフセット
- 2次歪み
- 1/fノイズ
- I/Qミスマッチ
- ノイズフロアの上昇

これらの問題点はよく知られており、解決のための様々な研究が行われている。

### DCオフセット
ダイレクトコンバージョン受信機では受信した信号を直流成分を含む低い周波数に直接変換して増幅を行う。変換直後の信号レベルはとても低いため、信号以外の直流（DC）成分がわずかにでもあると信号のひずみや増幅器の飽和などの問題が発生する。スーパーヘテロダイン受信機の場合は、受信した信号をいったん中間周波数に変換して増幅を行うため直流成分を中間周波段のフィルタで容易に取り除くことができ、問題になることはない。
ダイレクトコンバージョン受信機でのDCオフセットの主な原因として以下のものがある。
- 局部発振出力の回り込み
- 外部に放射された局部発振出力の再受信
- 強い妨害信号

局部発振出力の一部が前段の低雑音増幅器などに回り込んだ場合、増幅された後にミキサ回路で局部発振出力と混合され、両者のわずかな位相のずれにより直流成分が発生する。
また、局部発振出力の一部がアンテナまで回り込んだ場合は電磁波として外部に放出され、周囲の車や建物などで反射されて再度アンテナに受信される。この信号も局部発振出力の回り込みの場合と同様に直流成分の発生源となる。この場合は周囲の状況の変化によりDCオフセット値が変動する。
受信信号の近くに非常に強力な信号があり何らかの経路で局部発振出力に回り込んだ場合も、低雑音増幅器経由の同じ信号と混合され両者の位相のずれによりDCオフセットが発生する。DCオフセットの値は妨害信号のレベルにより変わる。
DCオフセットの基本的な解決策は、十分なシールドと適切な設計により外部/内部双方の信号の回り込みを減らすことである。DCオフセット値の変動が少ない場合は、DCオフセットをキャンセルする回路を設けるなど、回路的な工夫で対応できる。また、FSKのような直流成分が少ない変調方式を用いる場合、直流成分をフィルタで低減することでDCオフセットの影響を減らすことができる。

### 2次歪み
受信信号の近くに強力な 2 つの信号がある場合、アンテナ直後にある低雑音増幅器やミキサ回路の2次歪み（より一般的には偶数次歪み）により 2 つの周波数の差の信号が発生する。2 つの信号の周波数があまり離れていない場合、差の信号はミキサの後ろにあるローパスフィルタをそのまま通過し、本来のベースバンド信号を妨害する問題がある。
スーパーヘテロダイン受信機の場合は、DCオフセットの場合と同様、2次歪みで発生する低い周波数の妨害信号を中間周波段のフィルタで容易に除去できるため大きな問題とならず、3 次歪みなどの奇数次歪みのみが問題となる。

### 1/fノイズ
ミキサ回路で発生する1/fノイズ（フリッカーノイズ）は周波数が低くなるほどエネルギーが大きくなる。ミキサ回路以降で低周波信号を扱うダイレクトコンバージョン受信機は、より 1/fノイズの影響を受けやすい。ミキサ回路での 1/fノイズの低減、あるいはミキサ以降の回路でのフィルタ処理など、ノイズのレベルが大きい場合は回路上の工夫が必要になる。

### I/Qミスマッチ
イメージ除去のために使われる直交ミキサの2つのミキサ回路は同じ特性を持ち局部発振出力の位相のみ 90°異なっていなければならない。振幅や位相がそろっていない場合、復調結果である I/Q 信号の成分が正確に分離できず信号のS/N比が悪化する。直交ミキサは複数の部品から構成されるアナログ回路なので、使われている素子のわずかな特性の違い、不十分な調整、温度変化などによる特性変化など様々な原因で振幅や位相のミスマッチが起こりうる。
振幅の不一致がある場合はその後の VGA（可変利得増幅器）などのゲイン調整で補正できる。位相の不一致は単純なゲイン調整では補正できないため、ベースバンド信号をデジタルシグナルプロセッサを使うなどして補正する。

### ノイズフロアの上昇
ダイレクトコンバージョン方式では局部発振器の周波数が受信信号の周波数と重なってしまうため、スーパーヘテロダイン方式のようにフィルタを用いて両者を切り分けることができない。このため、局部発振器と受信信号が互いに回り込むとこれを全く抑圧できなくなり、微弱信号の受信を難しくする。特にミキサの前に増幅器がある場合はシールドをかけても抑圧量が足りなくなる恐れがある。これはダイレクトコンバージョン方式が本質的に持っている問題であり、受信機単体での回避は難しい。
対策として、ノイズフロアが問題にならない程度の入力信号強度を担保するように無線通信システムを構成することができる。携帯電話の無線網において、基地局を増やして基地局と移動局の両者における入力信号レベルを上げるのが好例である。また、局部発振器をDDSなど増幅器を用いない構成にして、回り込みの影響を抑える対策もある。

## 歴史

### ホモダインとシンクロダイン
2つの高周波信号を混合し低周波の信号を直接得る、という受信方式のアイデアは非常に古くから知られている。カナダの発明家でラジオに関する先駆的実験を行ったことで知られているレジナルド・フェッセンデンは、送信側でわずかに周波数の異なった2つの電波を送信し、受信側ではそれらを混合して可聴音を生成する無線方式の特許を1901年にアメリカで出願した。真空管などは当時まだ発明されておらず、受信側での混合はコイルを巻きつけたコアの非線形性により行い、コアのすぐそばの振動板を直接駆動した。
1913年、後にスーパーヘテロダイン方式を発明するアメリカの有名な研究者エドウィン・アームストロングは再生検波回路の特許申請を行った。この回路は検波回路を発振直前の状態にして受信感度と選択度を向上させるものだったが、その原理上回路は簡単に受信周波数で発振し、受信信号との混合により低周波のビート音が発生した。
1915年、ウエスタンエレクトリックのケンドール（Burton W. Kendall）はアームストロングの再生検波回路をより洗練させるとともに、受信側の発振周波数をAM信号のキャリア周波数と正確に同じにすることで音声信号を復調する方式を考案し特許申請を行った。これは後にホモダイン（Homodyne）と呼ばれる方式である。特許には再生検波回路に高周波増幅段を付加した回路や低周波増幅段を付加した回路などと共に、現在のダイレクトコンバージョン受信機のように独立した局部発振器を設け受信信号と混合する回路も含まれている。
1924年にコールブルック（F. M. Colebrook）はケンドールの特許と同様の再生検波回路と復調方式を発表し、ホモダインという名称を与えた。この方式は受信側の発振周波数とキャリア周波数がずれているとビート音が発生するが、周波数が近づくにつれてビート音の周波数が低くなり、完全に周波数が一致すると音声のみが聞こえるようになる。当時の簡単な受信回路は不安定だったためチューニングが難しく、わずかな受信状態の変化や温度変化などで発振周波数がずれて不快なビート音が発生することも多かった。
コールブルックの発表の少し前、1922年にロビンソンは新しい受信方式についてイギリスで特許申請を行った。これは受信対象となるAM信号と受信信号に含まれているキャリア信号とを別々に増幅し、両者を混合することで音声信号を復号する方式だった。この方式だと発振周波数がずれてしまう問題はなくなる。しかし受信信号からキャリア信号のみを取り出すには非常に性能の良いフィルタが必要になる。広い周波数範囲でシャープな特性を持ち安定したフィルタを実現するのは技術的に難しく、当時の技術レベルでは現実的な方式とは言えなかったが、ダイレクトコンバージョン方式の一種であるシンクロダイン（Synchrodyne）と呼ばれる受信方式を開発する第一歩となった。シンクロダインとは受信信号のキャリア周波数と受信機の発振周波数とを同期させるような仕組みを持ったダイレクトコンバージョン受信機である。
1928年にはアメリカの研究者ハートレー（Ralph V. Hartley）が不要なイメージ信号やサイドバンド信号を抑制するミキサ回路を考案し特許を取得した。これは現在の多くのダイレクトコンバージョン受信機で使われている直交ミキサの考え方の元となるものである。
1936年にガブリロービチ（L. Gabrilovitch）はイギリスでシンクロダイン回路の特許申請を行った。これは受信信号のキャリア周波数と受信機の発振周波数とを同期させる回路をハートレーのミキサ回路に組み合わせたもので、受信したAM信号のいずれかのサイドバンドに混信があっても安定した受信ができた。また、1939年のカーティス（L. F. Curtis）による特許では、現在 PLL（Phase-Locked Loop）と呼ばれている方式でキャリア周波数と局部発振周波数とを同期させるダイレクトコンバージョン受信回路が記載されている。
1947年にイギリスの研究者であるタッカー（D. G. Tucker）はこれらと類似の受信回路を考案し、シンクロダインという名称を初めて使った。タッカーらが中心となりシンクロダインについての様々な研究が行われた。

### アマチュア無線とダイレクトコンバージョン受信機
1950年代に入ってもシンクロダインを含むダイレクトコンバージョン受信機の研究は行われた。例えば、ゼネラル・エレクトリックのコスタス（J. P. Costas）は、非常に高性能で複雑な構成の実験的なシンクロダイン受信機 AN/FRR-48 の詳細について1956年に発表している。現在この受信方式はコスタスループ（Costas loop）として知られている。アメリカの特許申請にダイレクトコンバージョン受信機（direct conversion receiver）という用語が現れるのもこの頃である。しかしこれらの技術がすぐに大きな影響を与えることはなく、ダイレクトコンバージョン受信機のコンセプトは休眠状態に入った。
スーパーヘテロダイン受信機は真空管5本程度の単純な構成でもある程度の性能が得られ、また周波数変換段を複数設けることで高い周波数でも高感度で安定度も高い受信機を比較的容易に作成できた。そのためラジオ放送やテレビジョン放送用の受信機、通信型受信機などの大部分にはスーパーヘテロダイン受信機が採用され、ホモダインやシンクロダインの技術はプロダクト検波回路や同期検波回路などスーパーヘテロダイン受信機の一部として使われた。
ダイレクトコンバージョン受信機は動作原理が単純で自作が容易であるため一部のアマチュア無線家などのみが使用した。
例えば、ホワイト（J. R. White）は1961年に真空管を用いた3.5MHz帯と7MHz帯用のダイレクトコンバージョン受信機の製作記事をアマチュア無線の専門誌であるQST誌に発表している。ミキサには真空管 2 本を用いたバランスドミキサを使用した。
その後、1968年にヘイワード（Wes Hayward）とビンガム（Dick Bingham）はトランジスタを使い、より単純化した受信機をQST誌に発表した。ダイオードによるダブルバランスドミキサ（DBM）を使い、低周波増幅部はトランジスタ3石で100dB以上の利得を得ている。シンプルな回路の受信機だったにもかかわらず、性能は驚くほどよく選択度も十分だった。この記事では「ダイレクトコンバージョン」という表現がすでに使われている。
アマチュア無線家の間でダイレクトコンバージョン受信機が知られるようになり、多くの記事が発表されるようになった。1972年、ホーカー（Pat Hawker）はアマチュア無線で使用/製作された複数のダイレクトコンバージョン受信回路についてWireless World誌で紹介している。

### ダイレクトコンバージョン受信機の復活
1970〜1980年代に入るとポケットベルや携帯電話のような携帯できる高度な無線機器が作られるようになった。このような機器の小型化と低消費電力化のためには無線回路をIC化/LSI化する必要がある。当初このような無線機器の受信部にはスーパーヘテロダイン方式が用いられていたが、高周波増幅段のイメージ除去用フィルタや、中間周波段に使われるクリスタルフィルタ/SAWフィルタなどは特殊な高周波部品であるため高価でICへの搭載も難しかった。このような問題点を解決する方法として、中間周波段が無くイメージ除去用フィルタも不要なダイレクトコンバージョン方式が再び注目を浴びるようになった。
最初は構成が比較的単純で当時利用者も多かったポケットベルの受信用に使われた。イギリスのバンス（I. A. Vance）は1978年にダイレクトコンバージョン方式を使ったFSK受信回路の特許申請を行い、1982年にはその回路を応用したポケットベル用のワンチップ受信LSIについて発表を行った。ポケットベル用に使われる400MHz帯/800MHz帯の周波数でFSK方式のデジタル信号を受信することができるもので、ダイレクトコンバージョン方式を使うことで外付け部品を減らした。同様の技術で作られたスーパーヘテロダイン方式のポケットベル用LSIと外付け部品の点数を比較すると、1つの水晶振動子、2つの調整用コンデンサ、1つのSAWフィルタが不要で、ダイレクトコンバージョン方式の方が外付け部品が少なく小型化ができ消費電力も少なかった。その後も多くのポケットベル用受信LSIが発表された。
さらに1990年代に入るとGSMやDECTなど携帯電話用のダイレクトコンバージョン方式LSIの開発も行われるようになった。その後の技術の発達により、より通信速度が速い第三世代携帯電話（3G）にも採用されるなど、利用範囲が拡大している。